# Vattholma landskommun
Vattholma landskommun var en tidigare kommun i Uppsala län.

## Administrativ historik
Kommunen inrättades vid den landsomfattande kommunreformen 1952 genom sammanläggning av de tidigare kommunerna i Norunda härad: Lena, Tensta och Ärentuna.
1 januari 1954 överfördes från Vattholma landskommun och Tensta församling till Björklinge landskommun och Viksta församling ett område (Husby 1:2) med 6 invånare och omfattande en areal av 0,23 km², varav allt land.
Kommunen ägde bestånd fram till 1 januari 1971, då den gick upp i Uppsala kommun.
Kommunkoden var 0314.

### Kyrklig tillhörighet
I kyrkligt hänseende tillhörde kommunen församlingarna Lena, Tensta och Ärentuna.

## Geografi
Vattholma landskommun omfattade den 1 januari 1952 en areal av 204,81 km², varav 202,05 km² land. Efter nymätningar och arealberäkningar färdiga den 1 januari 1956 omfattade landskommunen den 1 november 1960 (enligt indelningen den 1 januari 1961) en areal av 208,76 km², varav 207,73 km² land.

### Tätorter i kommunen 1960
| Tätort    | Folkmängd |
| --------- | --------- |
| Storvreta | 661       |
| Vattholma | 417       |
| Skyttorp  | 335       |

Tätortsgraden i kommunen var den 1 november 1960 45,3 procent.

## Politik

### Mandatfördelning i valen 1950–1966
| 15 | 9 | 9 | 2 |

| 32 |

| 16 | 9 | 7 | 3 |

| 33 |

| 15 | 3 | 9 | 5 | 3 |

| 34 |

| 17 | 10 | 6 | 2 |

| 34 |

|  | 15 | 9 | 7 | 3 |

| 34 |